# Mychajło Romanczuk
Mychajło Mychajłowycz Romanczuk (ukr. Михайло Михайлович Романчук; ur. 7 sierpnia 1996 w Równem) – ukraiński pływak specjalizujący się w stylu dowolnym, wicemistrz olimpijski, mistrz świata na krótkim basenie, dwukrotny wicemistrz świata na basenie 50-metrowym, sześciokrotny mistrz Europy i mistrz Uniwersjady.

## Kariera pływacka
W 2015 roku na mistrzostwach świata w Kazaniu w eliminacjach 1500 m stylem dowolnym ustanowił nowy rekord Ukrainy (14:57,82) i zakwalifikował się do finału, w którym zajął siódme miejsce z czasem 15:09,77.
W maju 2016 roku podczas mistrzostw Europy w Londynie zdobył dwa brązowe medale na 800 i 1500 m kraulem i w obu tych konkurencjach poprawił rekordy swojego kraju, uzyskawszy odpowiednio czasy 7:47,99 i 14:50,33. 
Trzy miesiące później startował na igrzyskach olimpijskich w Rio de Janeiro i na dystansie 1500 m stylem dowolnym uplasował się na 15. pozycji (15:01,35).
Podczas mistrzostw świata w Budapeszcie w eliminacjach 1500 m kraulem czasem 14:44,11  pobił rekord Ukrainy, a w finale zdobył srebrny medal i ponownie poprawił rekord swojego kraju wynikiem 14:37,14.
W 2017 roku podczas letniej uniwersjady w Tajpej zdobył złoty medal na 400 metrów stylem dowolnym z czasem 3:45,96, ustanawiając nowy rekord Uniwersjady. Poza tym wywalczył jeszcze dwa srebrne medale: na 800 i 1500 metrów stylem dowolnym.
Rok później, w sierpniu na mistrzostwach Europy w Glasgow zdobył trzy medale. Zwyciężył w konkurencjach 400 i 800 m stylem dowolnym, poprawiając rekordy swojego kraju czasami odpowiednio 3:45,18 min i 7:42,96 min. Na dystansie 1500 m stylem dowolnym wywalczył srebro i ustanowił nowy rekord Ukrainy (14:36,88 min).
W grudniu tego samego roku podczas mistrzostwa świata na krótkim basenie w Hangzhou zwyciężył na dystansie 1500 m stylem dowolnym, ustanawiając nowe rekordy mistrzostw i Ukrainy (14:09,14 min). 
Na igrzyskach olimpijskich w Tokio w 2021 roku w eliminacjach 800 m stylem dowolnym uzyskał najlepszy czas (7:41,28) i tym samym ustanowił rekord olimpijski w tej debiutującej na igrzyskach konkurencji oraz poprawił rekord swojego kraju. W finale zdobył brązowy medal z czasem 7:42,33. Trzy dni później na dystansie 1500 m stylem dowolnym wywalczył srebro (14:40,66). 

## Życie prywatne
Jego żoną jest ukraińska lekkoatletka Maryna Bech-Romanczuk.